# شهرستان کامیشینسکی
شهرستان کامیشینسکی (به لاتین: Kamyshinsky District) یک شهرستان در روسیه است که در استان ولگوگراد واقع شده‌است.